# معركة بودواو (1840)
معركة بودواو هي معركة بين الكتيبة الاستعمارية الفرنسية والقوات الجزائرية تحت قيادة أحمد بن سالم خليفة الأمير عبد القادر في 19 سبتمبر 1840م في منطقة بودواو (ولاية بومرداس حاليًا).

## خلفية
كان أحمد بن سالم ينطلق من جبال عمال (ولاية بومرداس)لينحدر عبر الثنية نحو بودواو من أجل اعتراض الجنود الفرنسيين الذين كانوا يصطحبون عمال شق الطرقات نحو منطقة القبائل خلال سنة 1840م.
وكانت القوات الفرنسية تعتمد على «فرقة حراسة الساحل» و«فرقة مرافقة القوافل» تتخذ من منطقة بودواو وأولاد موسى   و الخروبة و الأربعطاش وما حولها ممرا محوريا لتنقلها نحو باقي المناطق.
فتم حصار مخيم قارة مصطفى الذي تعرف منطقته اليوم بإسم حي قارة مصطفى ببلدية أولاد موسى (ولاية بومرداس) (1) في بداية شهر سبتمبر 1840م من طرف جنود أحمد بن سالم المنطلقين من المخيم المطل على وادي بودواو.
فسارعت إدارة الاحتلال الفرنسي إلى إرسال الجنرال شانجارنيي [الإنجليزية] من أجل فك الحصار عن مخيم قارة مصطفى وطرد أحمد بن سالم من مخيم بودواو .

## المعركة
تجمع الجيش الفرنسي في منطقة الحراش في يوم 18 سبتمبر 1840م على الساعة السابعة مساء لينطلقوا بعد ساعة ونصف من ذلك نحو وادي الحميز في سِرية تامة. ووصلت القوات الفرنسية إلى الضفة الغربية من وادي بودواو في فجر يوم 19 سبتمبر 1840م أين تمت مفاجأة الجزائريين خلال نومهم ليتفرقوا في كل اتجاه وقاطعين الوادي نحو ضفته الشرقية. فما كان من الجنرال شانجارنيي إلا أن أمر فرسان الفوج الأول من صيادي إفريقيا [الفرنسية] بقطع الوادي بسرعة ومطاردة الجزائريين مدعومين بطلقات المدفعية الفرنسية من الفوج السابع عشر من المشاة الخِفاف [الفرنسية].
وكانت حصيلة هذا الانتصار الفرنسي متمثلة في قتل الكثير من الجنود الجزائريين وأسر 17 جزائريا توفي 5 منهم بعد ذلك متأثرين بجراحهم، بالإضافة إلى غنائم كثيرة متمثلة في 40 حصانا وبغلًا و200 بندقية، وأسلحة متنوعة، وأمتعة للدلالة على الانتصار الباهر.
وكان تعداد القوات الفرنسية يبلغ 350 جنديا زوافيا عميلا، و 280 قناصا، وفرقتين من المدفعية الجبلية، و30 جنديا من مطافئ الهندسة العسكرية، و380 فارسا من الفوج الأول من صيادي إفريقيا، و270 جنديا في الفوج السابع عشر من المشاة الخِفاف، شاركوا كلهم في هذه الحملة ما بين 18 و20 سبتمبر 1840م حينما انقسم الفرسان الجزائريين إلى جزئيين وتكبدوا خسارة متمثلة في 120 فارسا قتيلا تُركت جثثهم في أرض المعركة.
وكان أحمد بن سالم نائما عند بدء هذا الهجوم، إلا أن سرعة امتطائه لحصانه سمحت له بالفرار في الوقت المناسب، إلا أن خاتمه ونظاراته وُجدت ملقاة في ساحة المعركة. وتم إحصاء «قائد وطن يسر» المدعو «الحاج عمر» في عِداد القتلى، بالإضافة إلى العديد من كبار معاوني أحمد بن سالم. وكانت فرقة الحرس الخاص بالقائد أحمد بن سالم ، التي تعدادها 150 فارسا في العادة، قد فقدت 44 فارسا منها سقطوا قتلى في ساحة المعركة. وكانت القوات الجزائرية قبل المعركة يصل حجمها إلى 1.200 فارس، و200 جندي مشاة نظامي، وحوالي 600 من سكان منطقة غرب سهل متيجة. وتمثلت خسائر الفرنسيين في قتيل واحد وستة جرحى بجروح طفيفة.
وبعد أن تم تفريق الجنود والفرسان الجزائريين في كل اتجاه، مع التأكد من عدم عودتهم إلى ساحة المعركة من جديد، عاد الجيش الفرنسي إلى مدينة الجزائر بتاريخ 20 سبتمبر 1840م و اتخذت السلطات الفرنسية إجراءات تمثلت في تشتيت و تفتيت العروش و القبائل والعروش الكبيرة خاصة المشاركة في معركة بودواو مثل عرش بن حليمة الذي يرجع أصله إلى الشيخ عيسى بن عطاش المدفون في القرارة (ولاية غرداية) هذا العرش الذي كان متمركزا في أولاد موسى وخميس الخشنة  وممتدا من بودواو إلى غاية الأربعطاش  حتى حدود الرغاية والذي تمت مصادرة أملاكه و تقسيمه إلى خمسة عائلات حتى يشتتوا كلمتهم و يفرقوا وحدة صفوفهم.

## مكتبة الصور

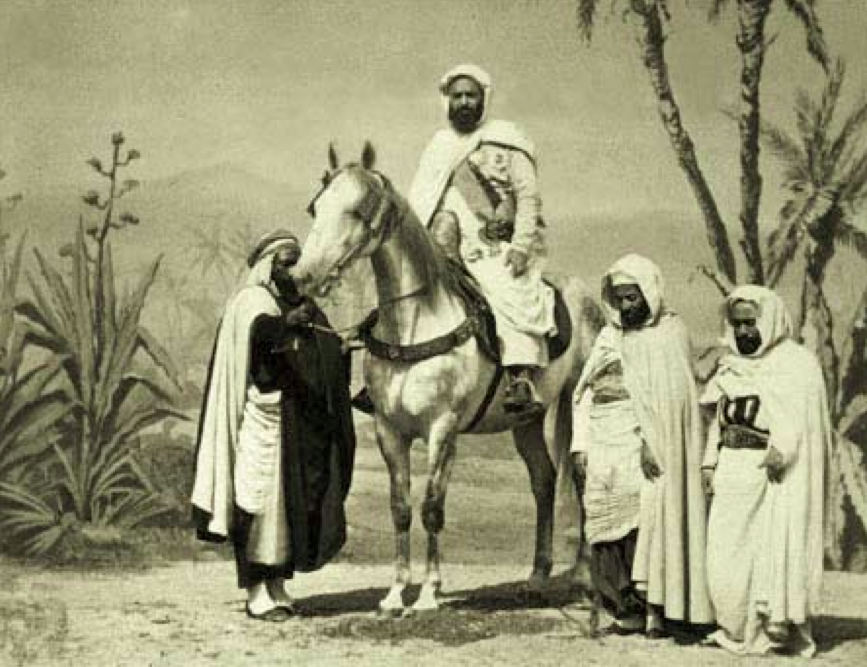
الأمير عبد القادر
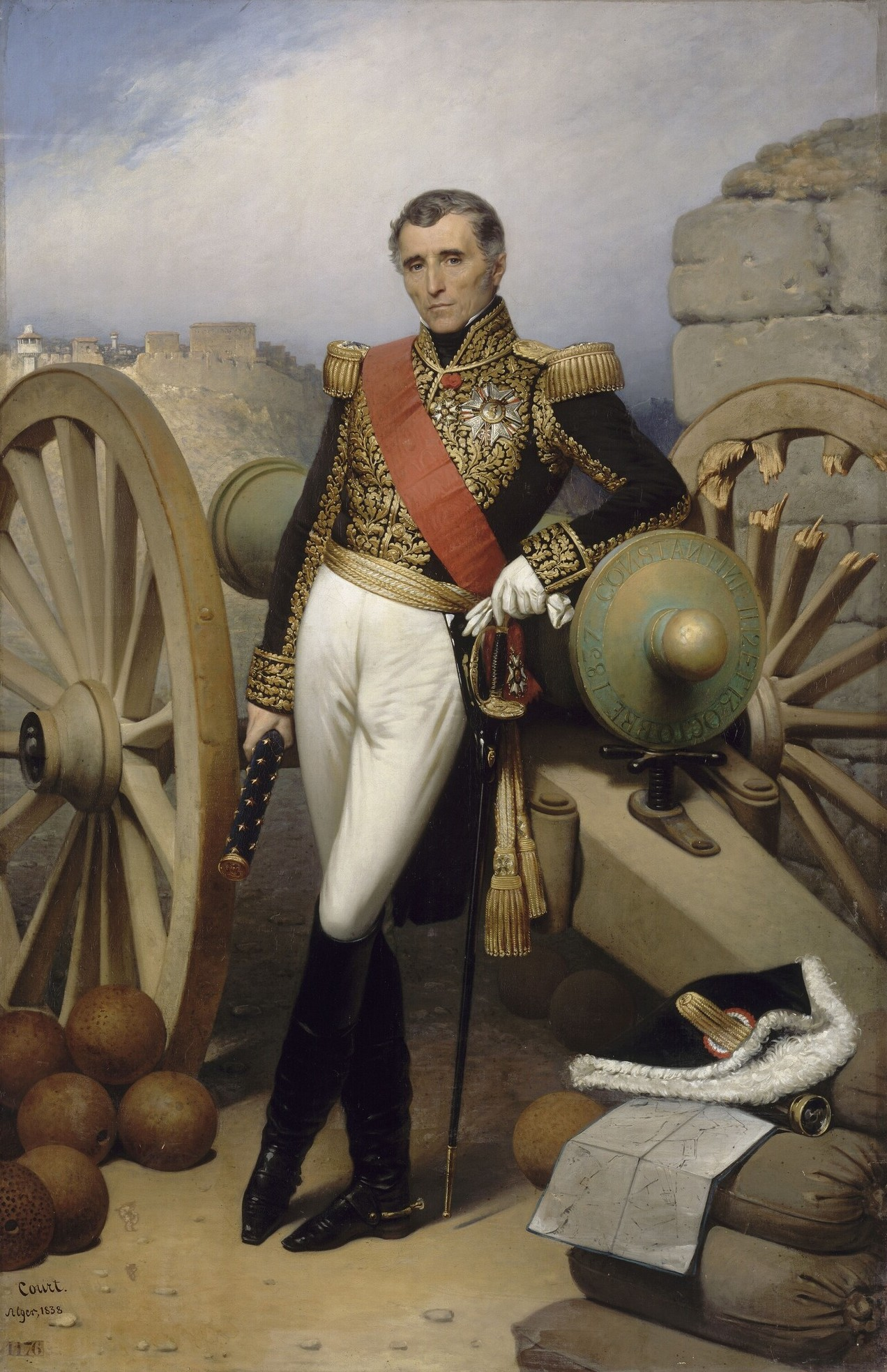
سيلفان شارل فالي
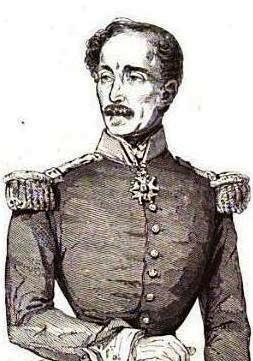
نيكولا شانجارنيي

## الهوامش
- 1: الموجود اليوم ببلدية أولاد موسى في ولاية بومرداس